# Nicolae Titulescu, Olt
Nicolae Titulescu là một xã thuộc hạt Olt, România. Dân số thời điểm năm 2002 là 3157 người.